# La Crosse (Kansas)
La Crosse es una ciudad ubicada en el condado de Rush en el estado estadounidense de Kansas. En el año 2010 tenía una población de 1342 habitantes y una densidad poblacional de 516,15 personas por km².

## Geografía
La Crosse se encuentra ubicada en las coordenadas 38°31′55″N 99°18′31″O / 38.53194, -99.30861 (38.532014, -99.308614).

## Demografía
Según la Oficina del Censo en 2000 los ingresos medios por hogar en la localidad eran de $31,435 y los ingresos medios por familia eran $39,118. Los hombres tenían unos ingresos medios de $26,118 frente a los $20,600 para las mujeres. La renta per cápita para la localidad era de $17,264. Alrededor del 9.7% de la población estaban por debajo del umbral de pobreza.